# Constantino III da Escócia
Constantino III teve um breve reinado, pois foi morto em 997 em Rathinver Almond. Era filho de Culen da Escócia.
É considerado rei de Alba em 995. Foi provavelmente morto por Kenneth III da Escócia, como vingança por ter matado Kenneth II da Escócia.